# Saghmosavank
Saghmosavank (en armeni: Սաղմոսավանք) o Monestir dels Psalms és un monestir armeni situat a Aragatsotn, a uns vint quilòmetres d'Erevan, en una alteró que domina la vall de Kasagh.
El monestir pertany al segon període de l'arquitectura medieval armènia, al segle XIII. Saghmosavank formà part de les possessions de la família Vachutian.
Els seus edificis principals són l'església de Sourp Sion ('Sant Sió'), el nàrtex, el matenadaran ('biblioteca') i la petita església Sourp Astvatsatsin ('Santa Mare de Déu').

## Situació geogràfica

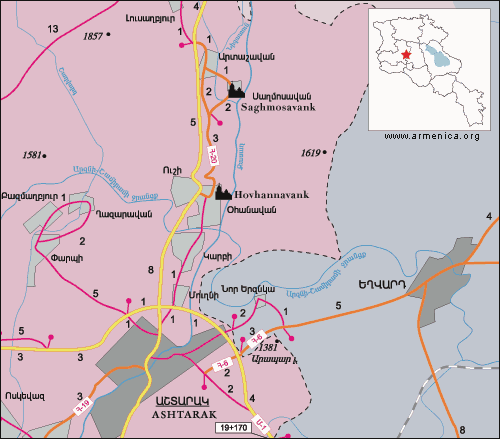
Ubicació de Saghmosavank

El monestir està situat a Aragatsotn, al poble de Saghmosavan, a 5 km al nord d'Ohanavan, a uns vint quilòmetres d'Erevan. Va ser construït no lluny del riu Kasagh. Està unit per un antic camí a Hovhannavank, situat a 5 km cap al sud.

## Història
En la configuració actual, el monestir es remunta a l'època zacàrida del segle XIII, quan va entrar a les possessions dels Vatchutians. Tanmateix, segueix un conjunt que es remunta si més no al segle VII. Danyat durant les invasions mongoles al segle XIII i les guerres entre l'Imperi otomà i Pèrsia al segle XVI, el van restaurar al segle XVII i al 1890.
El seu nom prové de la gran activitat del seu scriptorium llavors.

El monestir va ser renovat l'any 2001 per una associació francesa (Terra i Cultura) i el va reconsagrar el catolicós Garegin II Nersissian. 

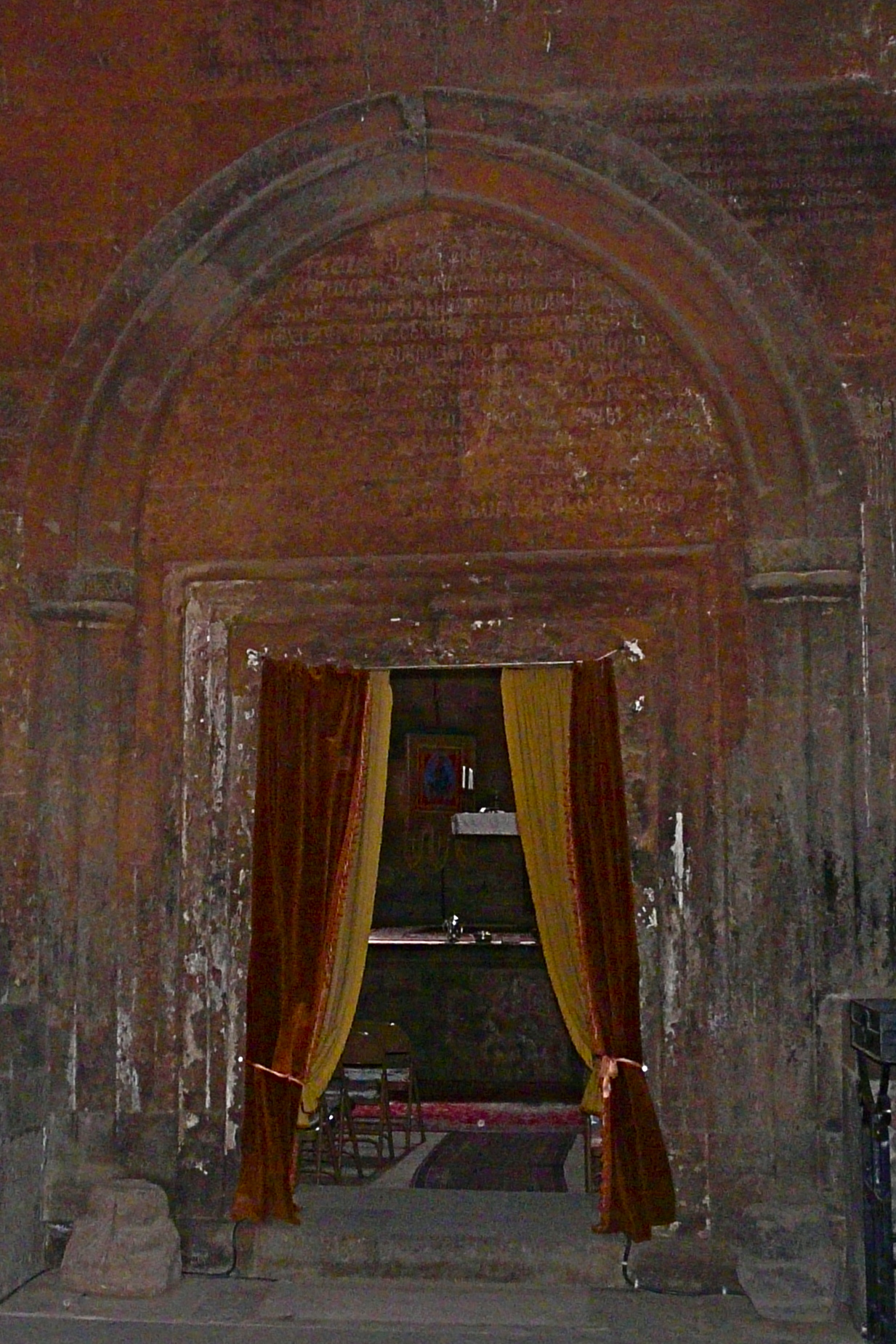
Portal oest de Sourp Sion
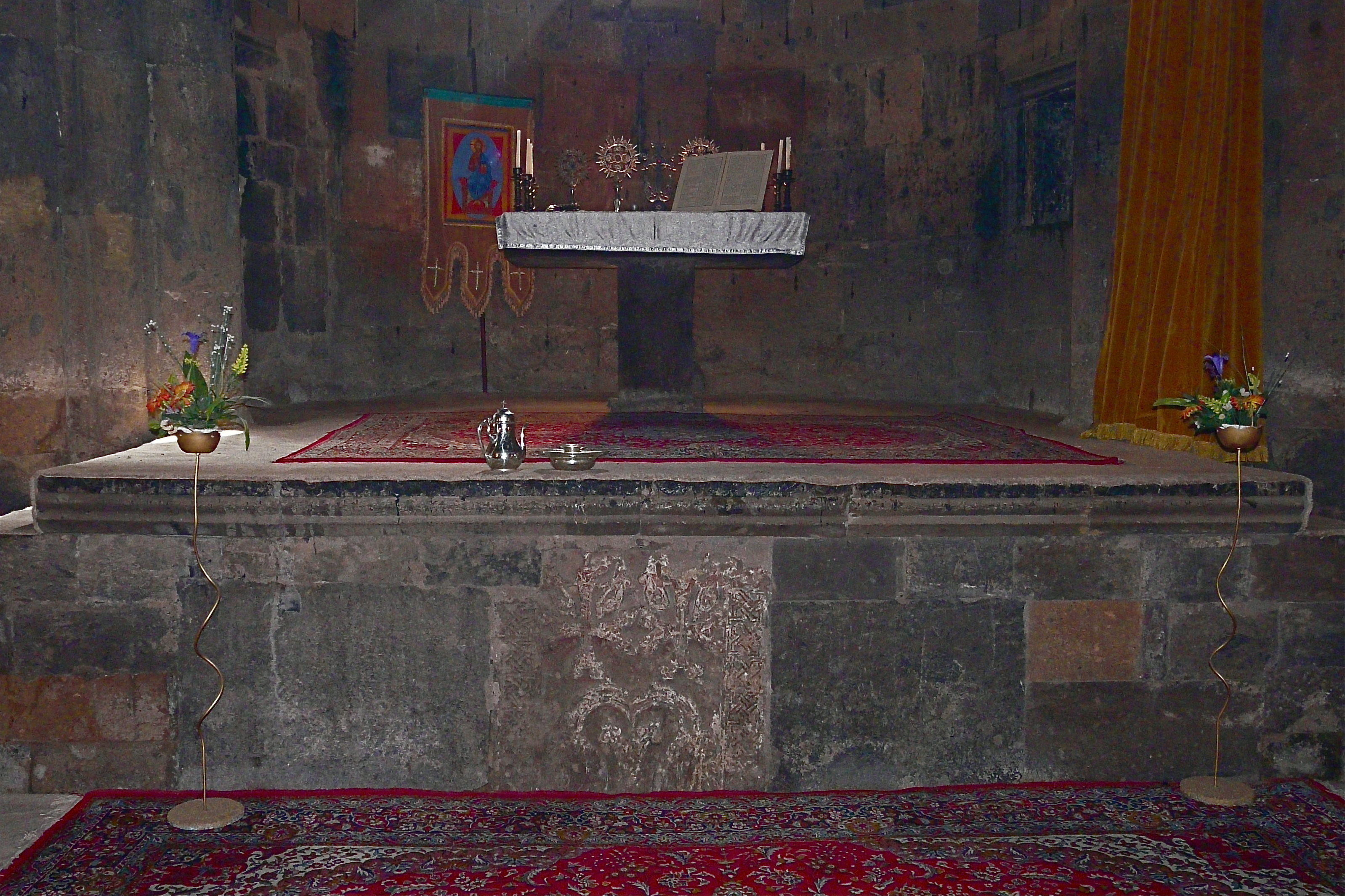
Altar de Sourp Sion
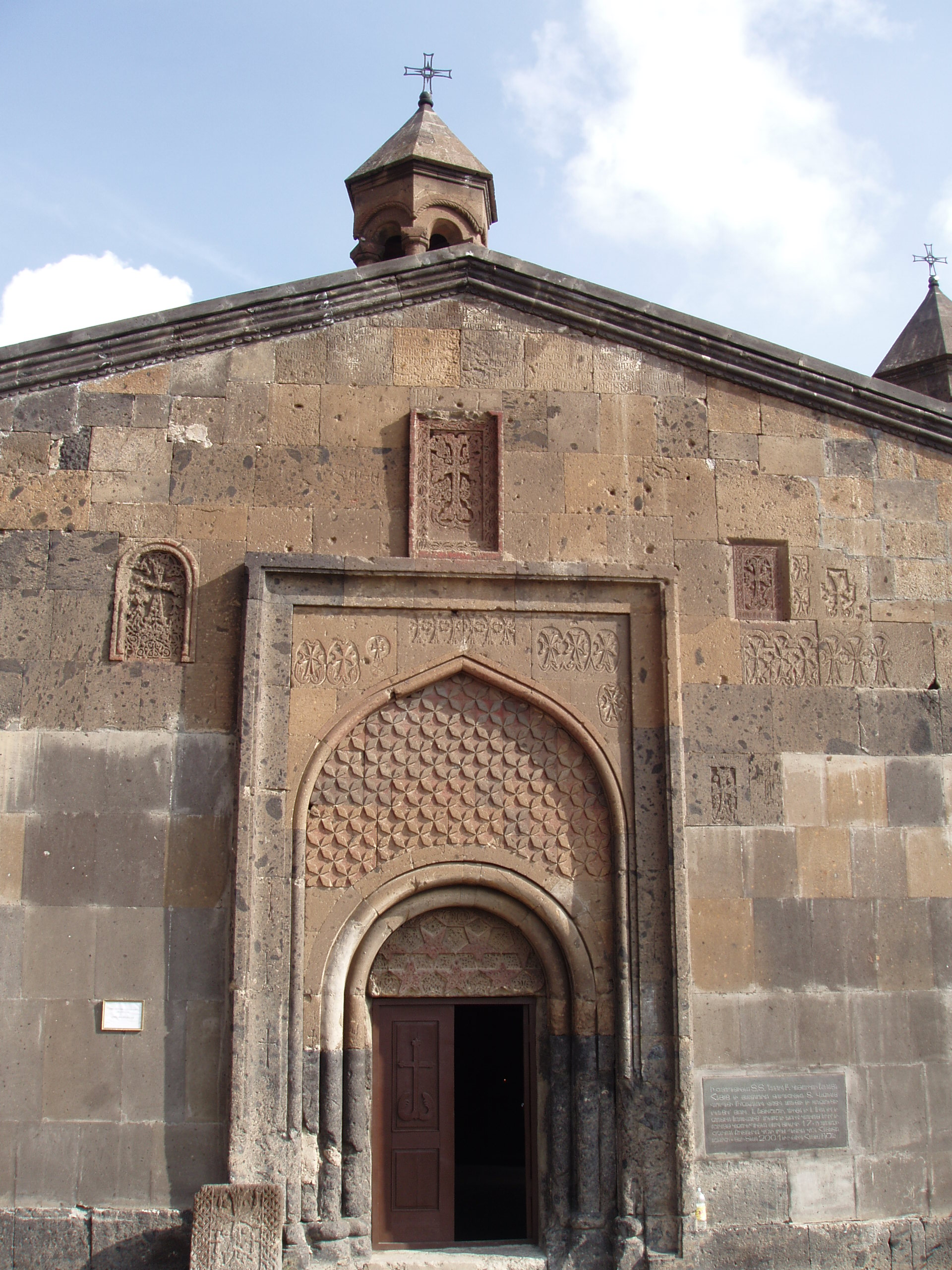
Portal oest del nàrtex
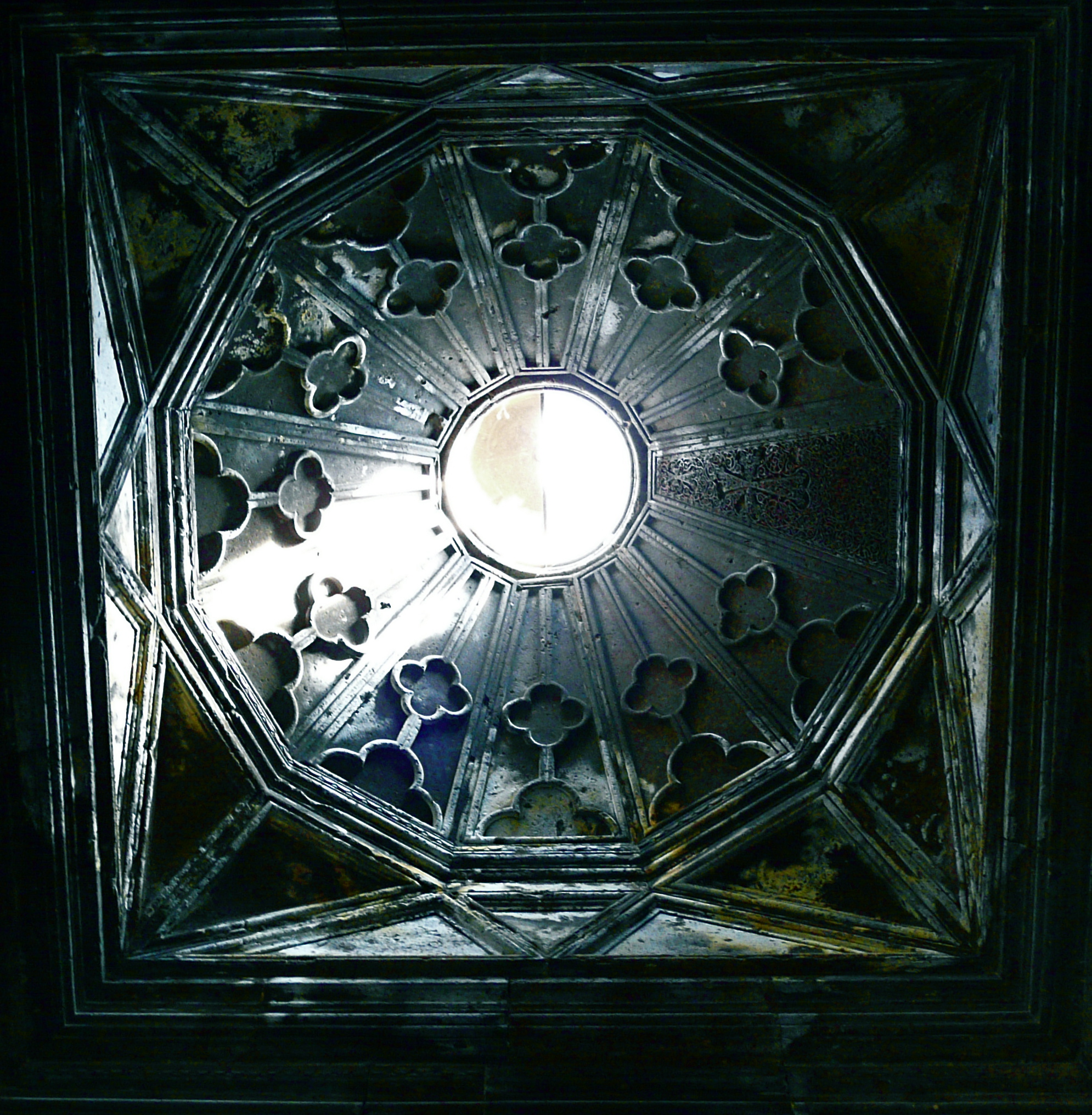
Cúpula del nàrtex

## Edificis
Els edificis principals de Saghmosavank són Sourp Sion, el nàrtex, el matenadaran i Sourp Astvatsatsin.

### Sourp Sioni elgavit
Sourp Sion ('Sant Sió'), l'església principal, la va manar construir l'any 1215 Vatché Vachoutian. Es tracta d'una creu inscrita amb un sostre amb arcada, amb quatre peces cantoneres partides de dos pisos i rematada per un tambor cilíndric molt alt, i una cúpula.

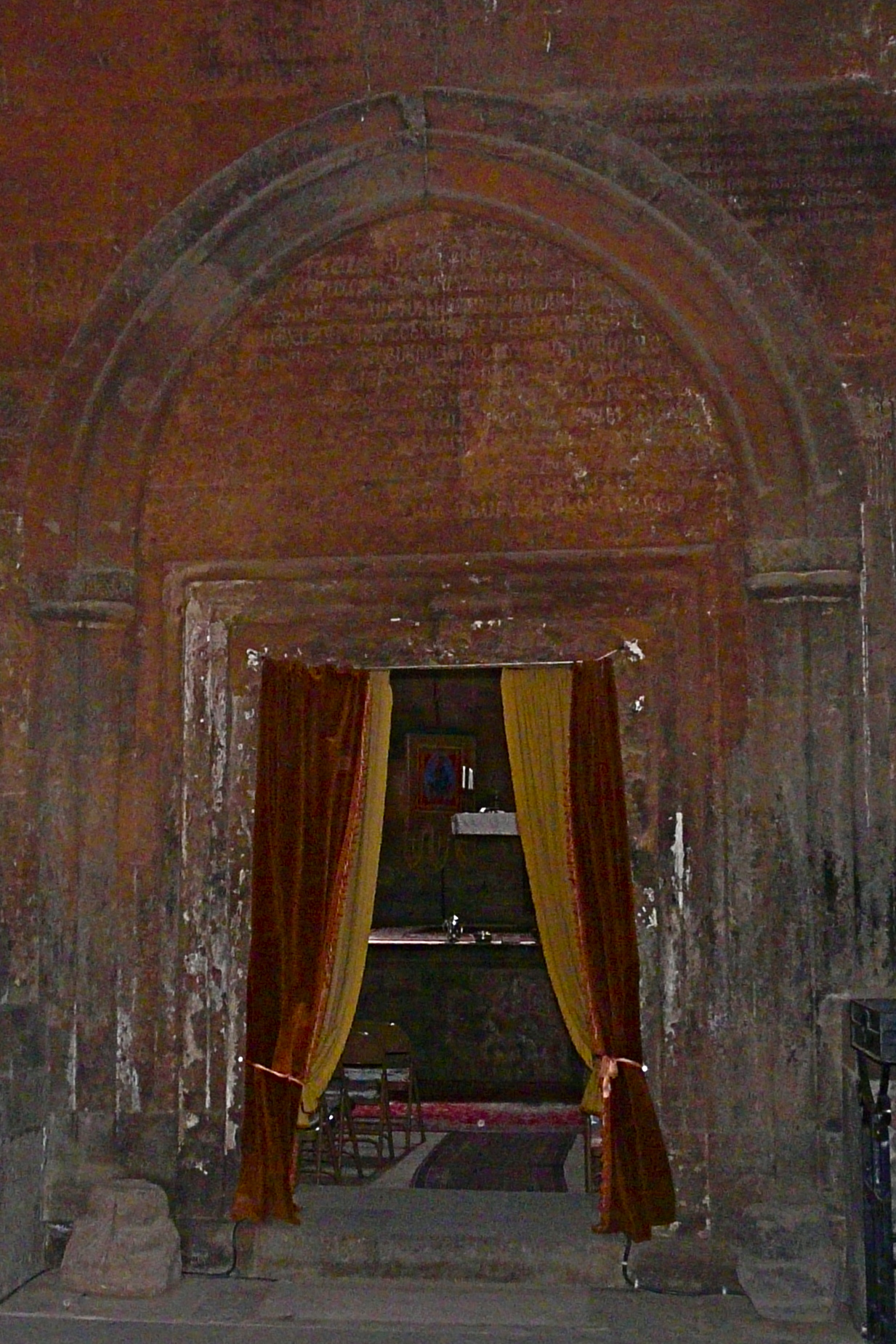
Portal occidental de Sourp Sion
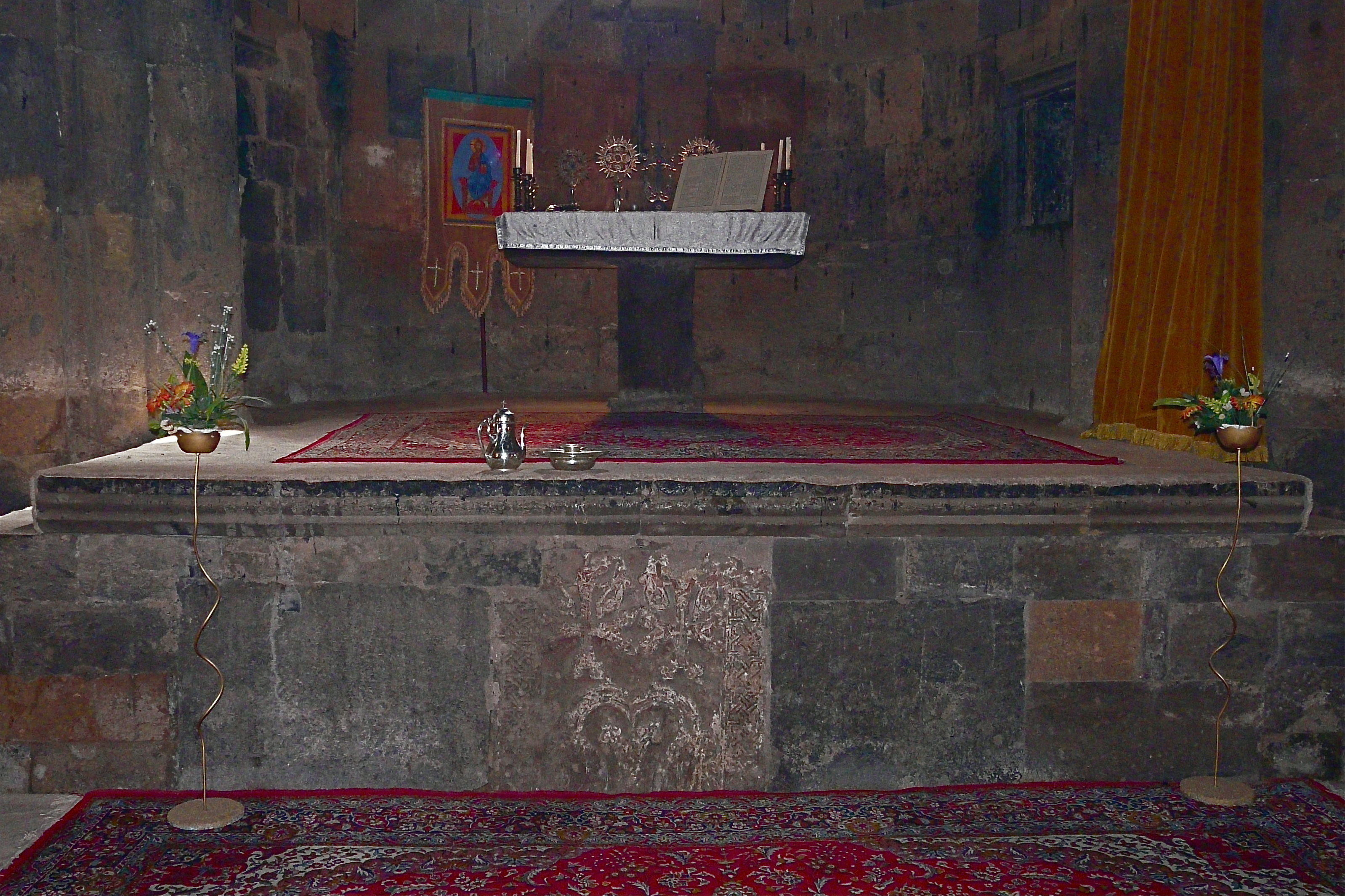
Altar de Sourp Sion
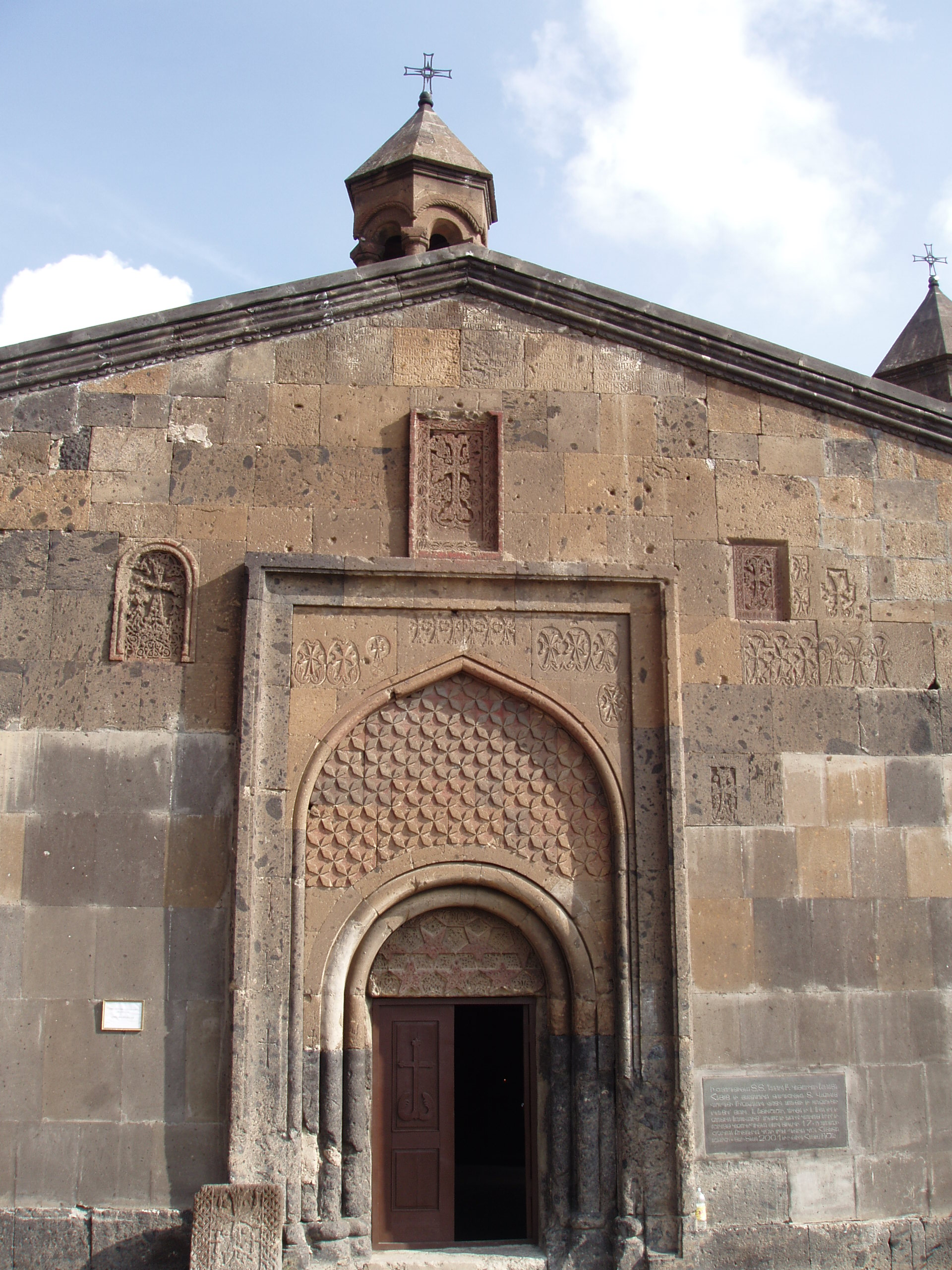
Portal occidental del gavit
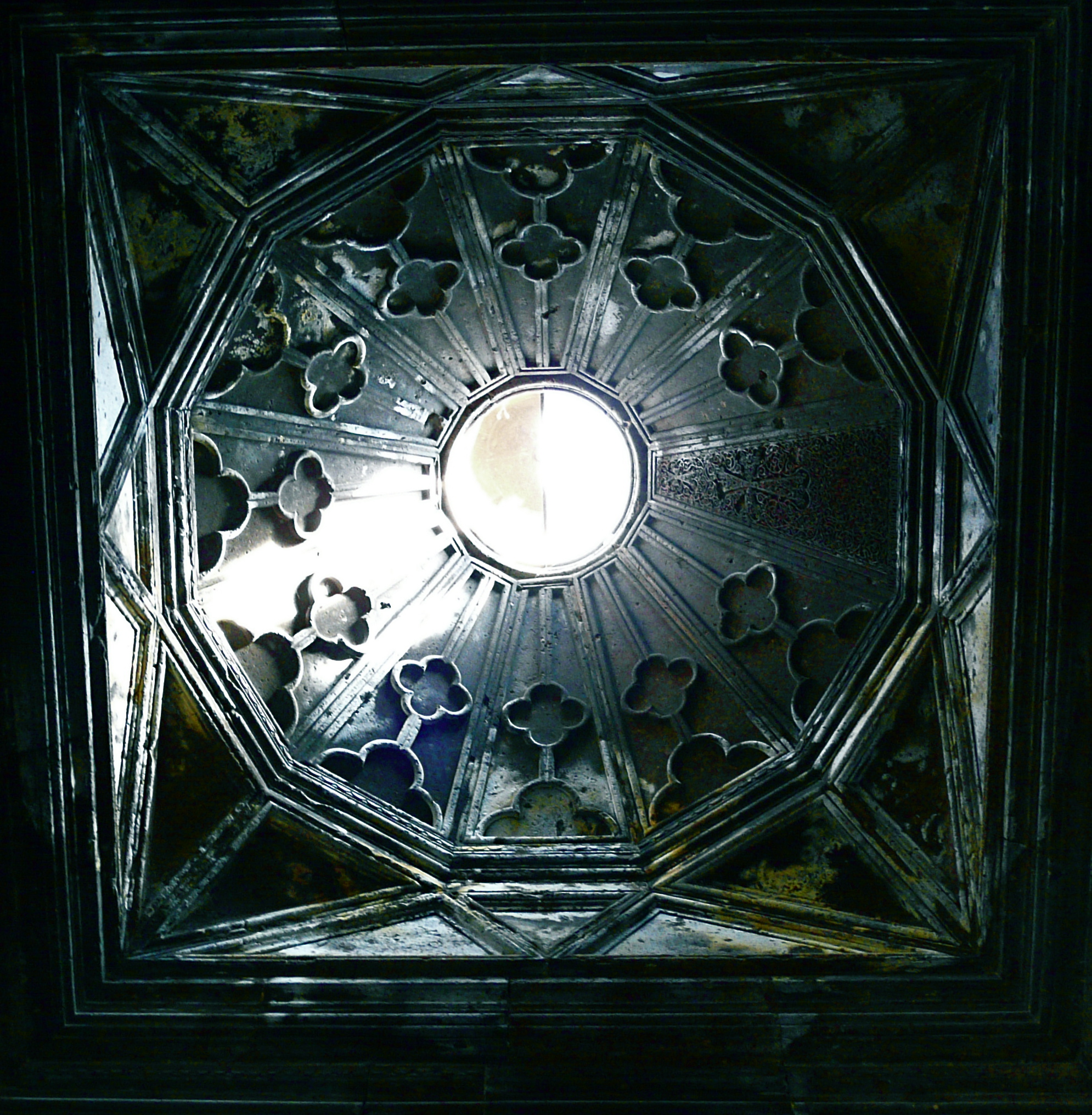
Cúpula del gavit

El gavit (nàrtex) adossat a la façana occidental de Sourp Sion també data del 1215. Fa 13 m x 13,5 m i té una cúpula sostinguda per quatre pilars i dividida en dotze trapezis decorats. Està coronada per una cúpula de columnes. El portal de ponent té un timpà decorat amb dibuixos geomètrics de tuf de colors.

### Elmatenadaran
Construït el 1255 per Kourd Vatchoutian, el matenadaran ('biblioteca'), una església reconvertida, té una composició original en forma de L i està recolzada per les façanes meridionals de Sourp Sion i el nàrtex. Té una volta sostinguda per arcs encreuats i l'espai interior, molt decorat, s'organitza al voltant de l'absis, l'intradós del qual està pintat. La cúpula està coronada per una rotonda. Les façanes occidental i sud estan decorades amb dissenys esculpits, incloent-hi creus.

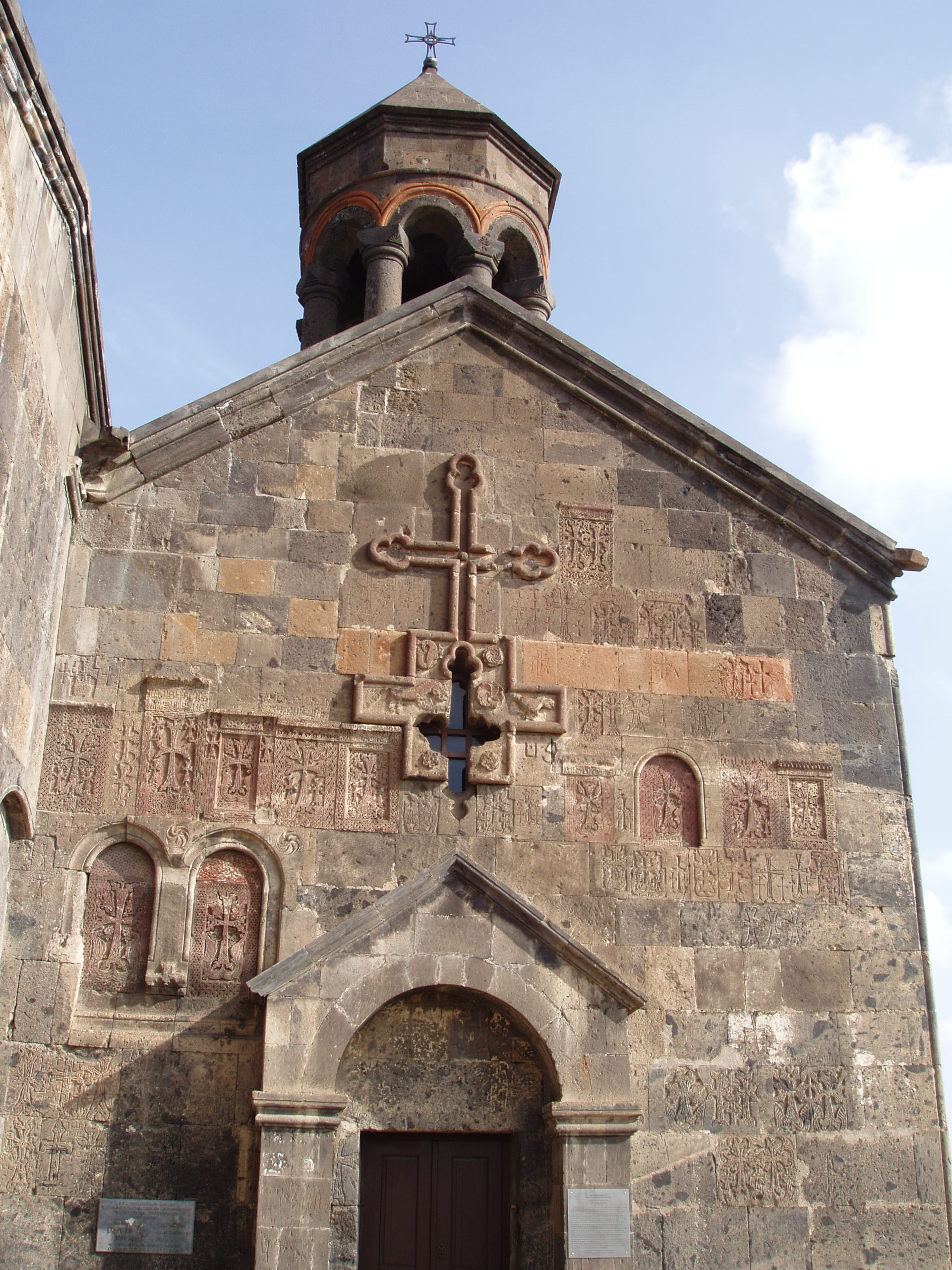
Façana occidental del matenadaran
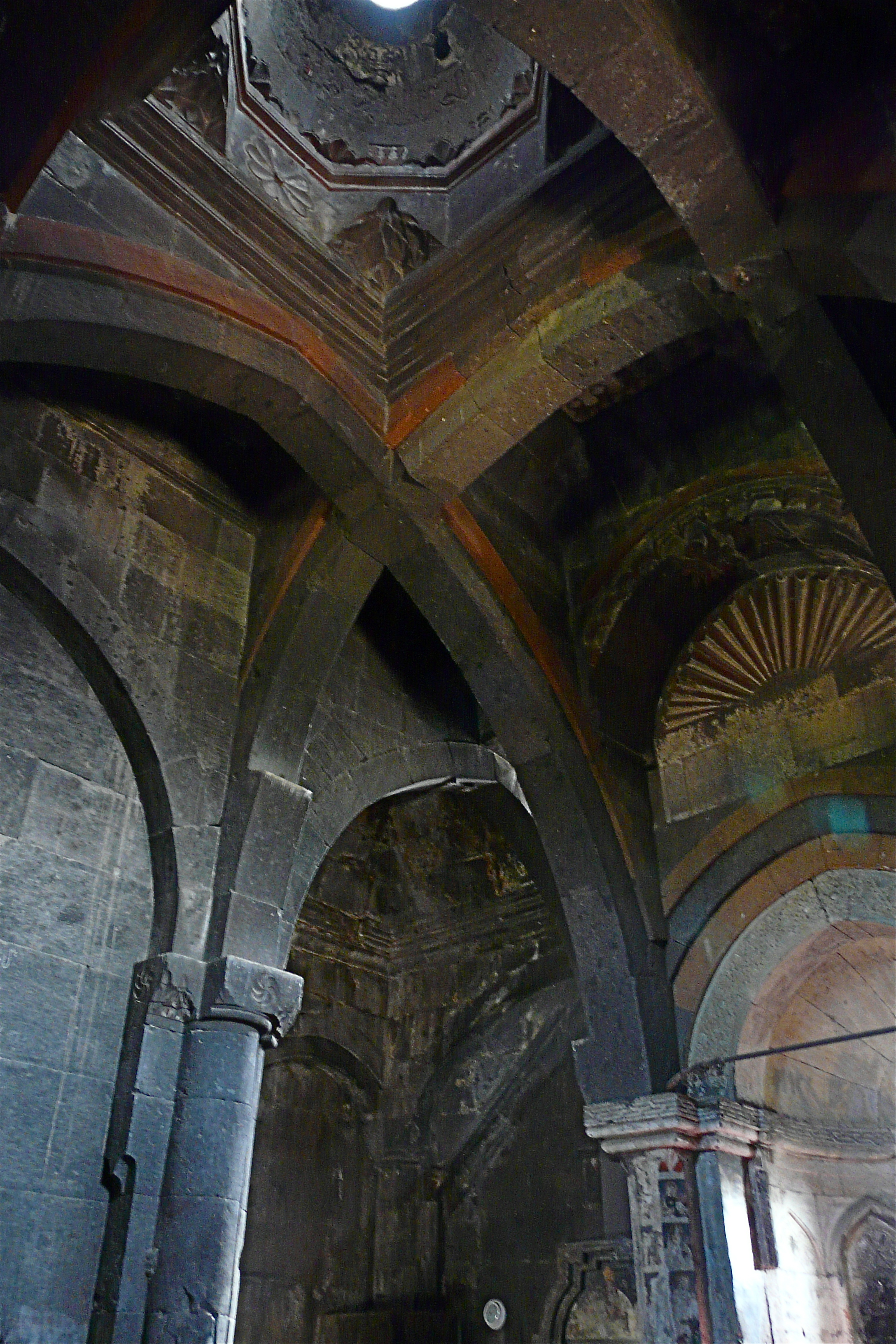
Volta del matenadaran
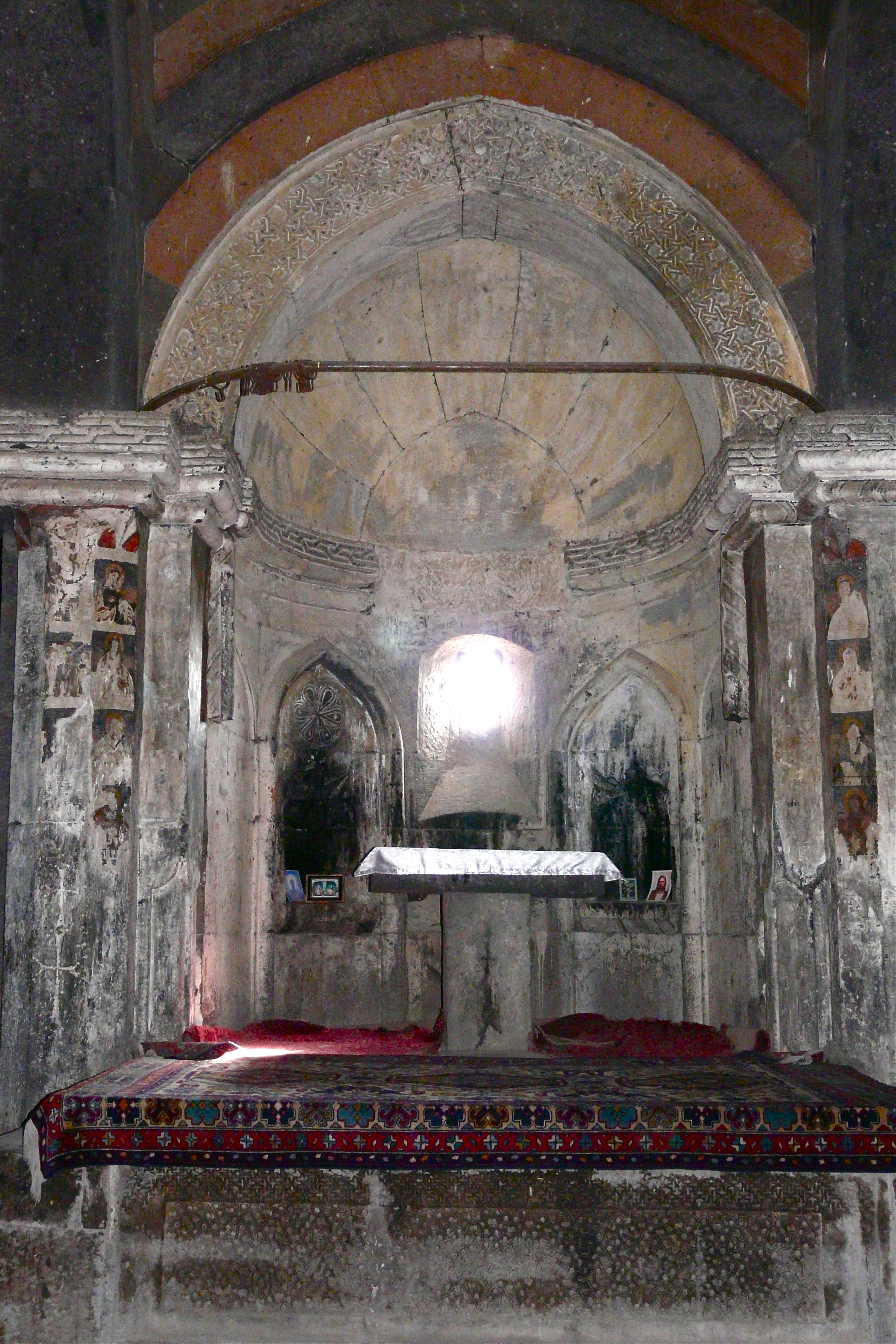
Absis del matenadaran
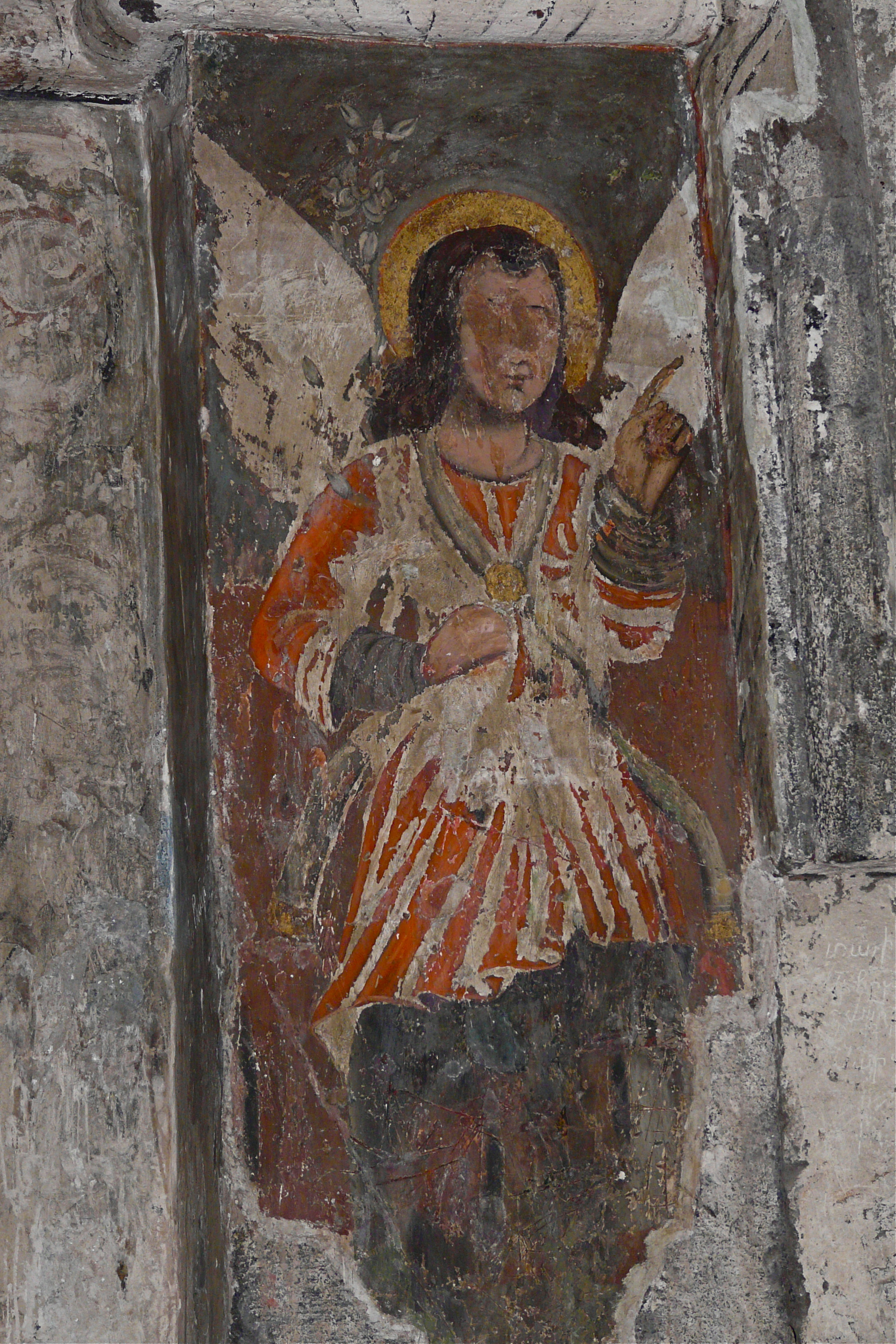
Pintura d'un  intradós

### Altres edificis
Sourp Astvatsatsin ('Santa Mare de Déu'), del 1235, és una petita nau recolzada contra la paret est del matenadaran, la seua única via d'accés.
Un recinte fortificat i edificis conventuals hui desapareguts completen el jaciment.